# Community Shield 2012
La Community Shield 2012 es la edición Nº 90 de la competición, fue disputada entre el campeón de la Premier League 2011/12, el Manchester City y el campeón de la FA Cup 2011-12, el Chelsea. El partido se disputó el 12 de agosto de 2012 en el Estadio Villa Park, debido a la realización de los Juegos Olímpicos de Londres 2012, en el Wembley.
El Manchester City se alzó con la victoria con un resultado de 2-3, consiguiendo la 4ª Community Shield, 30 años después de su último trofeo.

## Equipos participantes
| Manchester City |  | Bandera de Inglaterra |  | Campeón de la Premier League (2011/12) |
| Chelsea         |  | Bandera de Inglaterra |  | Campeón de la FA Cup (2011-12)         |

### Partido
| 1          | POR        | Petr Čech          |     |
| 2          | DEF        | Branislav Ivanović |     |
| 3          | DEF        | Ashley Cole        |     |
| 4          | DEF        | David Luiz         |     |
| 26         | DEF        | John Terry         |     |
| 7          | MED        | Ramires            |     |
| 8          | MED        | Frank Lampard      |     |
| 12         | MED        | John Obi Mikel     |     |
| 10         | DEL        | Juan Mata          | 75' |
| 17         | DEL        | Eden Hazard        | 71' |
| 9          | DEL        | Fernando Torres    |     |
| Entrenador | Entrenador | Roberto Di Matteo  |     |

| 1          | POR        | Costel Pantilimon  |     |
| 5          | DEF        | Pablo Zabaleta     |     |
| 13         | DEF        | Aleksandar Kolarov |     |
| 4          | DEF        | Vincent Kompany    |     |
| 15         | DEF        | Stefan Savić       | 46' |
| 34         | MED        | Nigel de Jong      |     |
| 42         | MED        | Yaya Touré         |     |
| 7          | MED        | James Milner       |     |
| 8          | MED        | Samir Nasri        | 77' |
| 16         | DEL        | Sergio Agüero      |     |
| 32         | DEL        | Carlos Tévez       | 90' |
| Entrenador | Entrenador | Roberto Mancini    |     |

| 34 | DEF | Ryan Bertrand    | 71' |
| 23 | DEL | Daniel Sturridge | 75' |

| 22 | DEF | Gaël Clichy | 46' |
| 21 | MED | David Silva | 77' |
| 10 | DEL | Edin Džeko  | 90' |

| Anotado | 40' | Fernando Torres | 1–0 |
| Anotado | 80' | Ryan Bertrand   | 2–3 |

| Anotado | 53' | Yaya Touré   | 1–1 |
| Anotado | 59' | Carlos Tévez | 1–2 |
| Anotado | 65' | Samir Nasri  | 1–3 |

| Amonestado | 32'   | Ramires        |
| Amonestado | 43'   | John Obi Mikel |
| Amonestado | 45+1' | Frank Lampard  |
| Amonestado | 63'   | Ashley Cole    |

| Amonestado | 11' | Stefan Savić    |
| Amonestado | 49' | Vincent Kompany |

| Expulsado | 42' | Branislav Ivanović |

|  |

| Árbitro             | Kevin Friend      |
| Árbitros asistentes | Michael McDonough |
| Árbitros asistentes | Richard West      |
| Cuarto árbitro      | Anthony Taylor    |

| 1          | POR        | Petr Čech          |     |
| 2          | DEF        | Branislav Ivanović |     |
| 3          | DEF        | Ashley Cole        |     |
| 4          | DEF        | David Luiz         |     |
| 26         | DEF        | John Terry         |     |
| 7          | MED        | Ramires            |     |
| 8          | MED        | Frank Lampard      |     |
| 12         | MED        | John Obi Mikel     |     |
| 10         | DEL        | Juan Mata          | 75' |
| 17         | DEL        | Eden Hazard        | 71' |
| 9          | DEL        | Fernando Torres    |     |
| Entrenador | Entrenador | Roberto Di Matteo  |     |

| 1          | POR        | Costel Pantilimon  |     |
| 5          | DEF        | Pablo Zabaleta     |     |
| 13         | DEF        | Aleksandar Kolarov |     |
| 4          | DEF        | Vincent Kompany    |     |
| 15         | DEF        | Stefan Savić       | 46' |
| 34         | MED        | Nigel de Jong      |     |
| 42         | MED        | Yaya Touré         |     |
| 7          | MED        | James Milner       |     |
| 8          | MED        | Samir Nasri        | 77' |
| 16         | DEL        | Sergio Agüero      |     |
| 32         | DEL        | Carlos Tévez       | 90' |
| Entrenador | Entrenador | Roberto Mancini    |     |

| 34 | DEF | Ryan Bertrand    | 71' |
| 23 | DEL | Daniel Sturridge | 75' |

| 22 | DEF | Gaël Clichy | 46' |
| 21 | MED | David Silva | 77' |
| 10 | DEL | Edin Džeko  | 90' |

| Anotado | 40' | Fernando Torres | 1–0 |
| Anotado | 80' | Ryan Bertrand   | 2–3 |

| Anotado | 53' | Yaya Touré   | 1–1 |
| Anotado | 59' | Carlos Tévez | 1–2 |
| Anotado | 65' | Samir Nasri  | 1–3 |

| Amonestado | 32'   | Ramires        |
| Amonestado | 43'   | John Obi Mikel |
| Amonestado | 45+1' | Frank Lampard  |
| Amonestado | 63'   | Ashley Cole    |

| Amonestado | 11' | Stefan Savić    |
| Amonestado | 49' | Vincent Kompany |

| Expulsado | 42' | Branislav Ivanović |

|  |

| Árbitro             | Kevin Friend      |
| Árbitros asistentes | Michael McDonough |
| Árbitros asistentes | Richard West      |
| Cuarto árbitro      | Anthony Taylor    |

| Campeón Community Shield 2012 |
| ----------------------------- |
| Manchester City 4° título     |

| Predecesor: Community Shield 2011 | Community Shield 2012 | Sucesor: Community Shield 2013 |